# دود روی آب
«دود روی آب» (به انگلیسی: Smoke on the Water) تک‌آهنگی از دیپ پرپل است که در سال ۱۹۷۳ میلادی منتشر شد. این تک‌آهنگ در آلبوم مشین هد قرار داشت. «دود روی آب» در فهرست ۵۰۰ ترانه برتر تمام اعصار رولینگ استون در رتبه ۴۳۴ قرار گرفت و مجله کیو این ترانه را در رتبه ۱۲ بهترین ریفهای گیتار قرار داد.